# Цветнокожи
Цветнокожи в южноафрикански контекст (на африканс: Bruinmense; „кафяви хора“, Kleurlinge, Bruin Afrikaners, „кафяви африканци“; на английски: Coloured) е названието на нехомогенна група със смесен расов произход, която образува значителна част от населението в Република Южна Африка и Намибия. Нейни представители живеят и в други страни от Южна Африка, както и във Великобритания и други страни.
Роден език за мнозинството цветнокожи е африканс, широко се използва и английският, който е основен втори език и роден за 10-15% от цветнокожите. В миналото е използван и креолският малайско-португалски език. Мнозинството от цветнокожите са християни - протестанти, сред които се откроява групата на капските малайци (около 200 хил. души), които са мюсюлмани.

## Произход
Групата на цветнокожите възниква от смесването на бурите (холандски и други европейски колонисти, пристигнали през 17 век на нос Добра надежда), с местното койсанско или бушменско население (коренното население на Южна Африка), както и с чернокожи африканци от племенната група банту и преселени роби - малгаши, малайци, яванци, индийци и други лица от азиатски произход.

## РЮА
В Република Южна Африка цветнокожите наброяват около 4,5 млн. души, като съставляват 9-10% от цялото население. Живеят главно в провинциите Северен и Западен Кейп (Северна и Западна Капска провинция), като в тях възлизат на около две трети от жителите. В рамките на цветнокожото население на ЮАР се открояват групите на капските цветнокожи, капските малайци (които са мюсюлмани), както и койкойското племе гриква.

## Намибия
В Намибия цветнокожите възлизат на 6% до 8% от населението, основната им част образуват т.нар. бастери.

## Език
Вследствие на активната холандска колонизация през 17-18 век роден език на преобладаващата част от населението е африканс. Около 10-15% ползва английски език като роден.

## Култура
Културата на цветнокожото население е много по-близка до културата с европейски произход, отколкото до културата на чернокожите. Нейни белези са езикът африканс, протестантското вероизповедание, съвременната европейско-американска музика и относителната привързаност към политическите партии на белите в ЮАР.

## Политическо положение по време на апартейда
По време на апартейда цветнокожите са отделени в самостоятелна расова група, въпреки разнородния си произход, и заемат междинно положение в расовата йерархия.

## Други значения на думата цветнокожи
В САЩ понятието цветнокож (colored) се използва като синоним за тъмнокож или афроамериканец.